# Rachele Guidi
Pour les articles homonymes, voir Guidi.
 (novembre 2019).
Si vous disposez d'ouvrages ou d'articles de référence ou si vous connaissez des sites web de qualité traitant du thème abordé ici, merci de compléter l'article en donnant les références utiles à sa vérifiabilité et en les liant à la section « Notes et références ».
Rachele Guidi, née le 11 avril 1890 à Predappio en Romagne alors dans le royaume d'Italie et morte le 30 octobre 1979 à Forlì en Italie, est la compagne et l'épouse officielle de Benito Mussolini.

## Biographie
Rachele Guidi est la fille de Agostino Guidi et de son épouse Anna Lombardi. Elle est issue d'une famille de paysans du nord de l'Italie et fait sa première rencontre avec Benito Mussolini, également natif de Predappio, à l'école élémentaire de leur village natal qu'ils fréquentent. Sa famille part ensuite pour Forlì où elle entre au service d'une riche famille bourgeoise.
En 1909, Benito Mussolini demande Rachele Guidi en mariage à ses parents sans que cela ne se fasse. En 1910, naît le premier enfant du couple, Edda, alors que Mussolini entretient une relation avec Ida Dalser, dont elle a un fils, Benito Albino, né le 11 novembre 1915.
Durant la Première Guerre mondiale, alors que Mussolini est blessé et qu'il séjourne à l'hôpital de Treviglio en Lombardie, il décide d'épouser civilement Rachele Guidi le 17 décembre 1915 et confirme un engagement religieux en 1925 après son accession au pouvoir. Le couple a au total cinq enfants :
- Edda Mussolini (1910-1995), devenue Edda Ciano, comtesse de Cortellazzo et de Buccari, à la suite de son mariage avec le comte Galeazzo Ciano ;
- Vittorio Mussolini (1916-1997), scénariste et producteur de cinéma ;
- Bruno Mussolini (1918-1941), aviateur dans l'armée de l'air ;
- Romano Mussolini (1927-2006), pianiste de jazz, qui épousa Anna Maria Scicolone, la sœur cadette de l'actrice Sophia Loren, dont il eut une fille, Alessandra Mussolini, députée européenne ;
- Anna Maria Mussolini (1929-1968), présentatrice de télévision.

Rachele Guidi reste fidèle à son mari qui toutefois continue de vivre des relations amoureuses. Elle n'est pas présente aux côtés de Mussolini lors de son arrestation par les partisans italiens le 28 avril 1945. Le Duce est exécuté en compagnie de sa maîtresse Clara Petacci. Rachele Guidi trouve refuge en Suisse après la guerre avant d'être arrêtée et livrée aux Américains qui la relâchent après plusieurs mois de détention et l'assignent à résidence à Ischia jusqu'en 1957. Elle finit le reste de sa vie comme restauratrice à Forlì, où elle meurt en 1979.

## Œuvres
- Ma vie avec Benito, éditions du Cheval ailé, Paris, 1948
- Le Duce mon mari, éditions Fasquelle, Paris, 1958
- Mussolini sans masque, éditions Fayard, Paris, 1973